# Видекинд, Юхан
Юхан Видекинд (швед. Johan Widekindi, также Widichindi или Widichinni; 1618 или 1620, Вестманланд — 24 декабря 1678, Стокгольм) — шведский историк, королевский историограф (швед. rikshistoriograf). Автор сочинения по истории русско-шведских отношений начала XVII века «История десятилетней шведско-московитской войны» и жизнеописания короля Густава II Адольфа.

## Биография
Родился в селе Бру в Вестманланде, в семье сельского священника. В 1640 году стал студентом Уппсальского университета, где стал известен, благодаря своему искусству красноречиво изъясняться на латыни. В 1653 получил степень магистра в Оксфордском университете и по возвращении в Швецию стал преподавателем риторики в гимназии Стокгольма; почти сразу же он стал библиотекарем и архивариусом у Акселя Оксеншерны. Работая в богатом собрании документов XVI—XVII веков, Видекинд увлёкся историческими исследованиями и задумал написать книгу, посвященную истории отношений Польши и Швеции. Король Карл X в 1659 одобрил замысел, но вскоре умер, и эта книга осталась ненаписанной.
Ещё в 1665 году Видекинд по протекции риксканцлера Магнуса Делагарди стал королевским историографом и несколько лет занимался генеалогическими таблицами. Тогда же он начал писать книгу, подробно излагающую «славные деяния» отца своего покровителя — Якоба Делагарди, а также высказал желание написать «Историю Швеции», от смерти Густава Васы до современных (ему) дней, получив в ответ королевский заказ написать историю Швеции времён династии Васа.
«История десятилетней шведско-московитской войны» вышла в двух изданиях: в 1671 на шведском — «Thet svenska i Ryssland tijo åhrs krijgs historie», а в 1672 на латинском — «Historia belli sveco-moscovitici». В ней освещаются события, приведшие к участию Швеции в событиях Смутного времени в России, поход Делагарди, ход военной интервенции 1610—1617 годов, и мирные переговоры, в результате которых был заключен Столбовский мир; также в книге описывается выполнение сторонами условий мирного договора и дополнительные переговоры об установлении границ (вплоть до 1621).
В 1675 году Видекинд стал жертвой противостояния в парламенте партий Делагарди и Юлленшерны — был арестован комиссией по изучению регентского правления по обвинению в «связях с антиправительственной оппозицией» и провел в тюрьме 2 месяца. Заключение сильно подорвало его здоровье, и в 1678 Юхан Видекинд умер.
Первая часть второго труда Видекинда — «Истории Густава II Адольфа» вышла только после его смерти в 1691 году. Книга содержала враждебные выпады против Дании и России, послы этих стран заявили протест, и почти весь тираж был конфискован — было продано только 87 экземпляров. Кроме того, шведские цензоры критиковали Видекинда за его трактовку событий, публикацию важных документов, то есть за то, что он

не был <…> достаточно изощрен в приемах умолчания или подтасовки, безрассудно допускал читателя к достаточно полному массиву документов.

Рукопись второй части книги исчезла, по некоторым сведениям из страны её вывез другой королевский историограф Самюэль Пуфендорф.

## Публикации
- Юхан Видекинд. История шведско-московитской войны XVII века / Пер. С. А. Аннинского, А. М. Александрова. — М.: Изд-во «Памятники исторической мысли», 2000. — 654 с. — 1200 экз. — ISBN 5-88451-094-2.